# Nave (Portugal)
Nave is een plaats (freguesia) in de Portugese gemeente Sabugal en telt 273 inwoners (2001).